# Ian MacLaurin
Ian Charter MacLaurin (né le 30 mars 1937) est un homme d'affaires britannique, qui est président de Vodafone et président-directeur général de Tesco. Il est un ancien président du England and Wales Cricket Board, un ancien président du Marylebone Cricket Club et un ancien chancelier de l'Université du Hertfordshire.
Il est membre conservateur de la Chambre des lords de 1996 jusqu'à sa retraite en 2017.

## Jeunesse
Ian MacLaurin est né en 1937 à Blackheath, Kent. Il fréquente l'école de Shrewsbury  et le collège de Malvern.

## Carrière

### Tesco
MacLaurin rejoint Tesco en 1959 en tant que stagiaire en gestion, puis occupe plusieurs postes de plus haut niveau dans les opérations de vente au détail avant d'être nommé à son conseil d'administration en 1970. Il est nommé directeur général dans les années 1970 et en devient président en 1985.
Au moment de sa retraite en 1997, Tesco a dépassé Sainsbury's pour devenir le plus grand détaillant britannique. MacLaurin éloigne Tesco de la philosophie d'entreprise du fondateur Jack Cohen. Il affirme que son acte le plus important est la nomination du bon successeur, Terry Leahy.

### Vodafone
MacLaurin rejoint Vodafone en tant qu'administrateur non exécutif en 1997, devenant président en juillet 1998. Il démissionne après la fusion avec AirTouch Communications Inc en 1999, reprenant ses fonctions un an plus tard.
À sa retraite du conseil d'administration en juillet 2006, il devient conseiller de la société. Il est remplacé comme président par Sir John Bond. Il est également président de la Vodafone Group Foundation, une fiducie caritative indépendante créée pour administrer des dons de bienfaisance et autres au nom de l'entreprise.

### Cricket
MacLaurin a toujours été passionné par le sport. Au Malvern College, il joue dans le premier XI. Dans la vingtaine, il joue au cricket Minor Counties pour le Hertfordshire. De 1997 à 2002, il est président du conseil de England and Wales Cricket Board  et est maintenant président du comité des honneurs sportifs. MacLaurin est président du Marylebone Cricket Club du 1er octobre 2017 au 30 septembre 2018 .
Son fils Neil MacLaurin joue au cricket de première classe et List A pour Middlesex, ainsi que Minor Counties et List A cricket pour le Hertfordshire.

### Administrateur
MacLaurin est membre du conseil de surveillance de Heineken International.
Il est chancelier de l' Université du Hertfordshire et est actuellement le président du conseil d'université de Malvern College.
Il est le président de The Enterprise Forum, une organisation à but non lucratif qui organise des réunions entre les entreprises et le gouvernement de coalition .
Lord Maclaurin est président honoraire à vie de Hope for Tomorrow, une organisation caritative britannique qui se consacre à rapprocher les soins du cancer du domicile des patients via des unités mobiles de soins contre le cancer (MCCU) .
Il est élu membre de la Royal Society of Arts (FRSA) en 1986. Il est fait chevalier en 1989, et élevé à la pairie à vie en 1996 en prenant le titre de baron MacLaurin de Knebworth, de Knebworth dans le comté de Hertfordshire. Il est lieutenant adjoint du comté de Hertfordshire de 1992 à 2001 et du Wiltshire de 2002 à 2012.